# کاکاتو ولی
کاکاتو ولی (به انگلیسی: Cockatoo Valley) یک شهرک در استرالیا است که در استرالیای جنوبی واقع شده‌است.